# Marcia Mitzman Gaven
Marcia Mitzman Gaven (Nueva York, Estados Unidos, 28 de febrero de 1959) es una actriz y actriz de voz estadounidense. 

## Biografía
Ha hecho papeles en series de televisión como The Bold and the Beautiful, Beverly Hills, 90210, Frasier, Babylon 5, The Drew Carey Show y Ellen. Estuvo en la producción original de Broadway Chess. Fue nominada a un Tony por su papel de Mrs. Walker en la producción de Broadway The Who's Tommy.
Fue la voz de Maude Flanders, Helen Lovejoy, Elizabeth Hoover y otros en Los Simpson, desde 1999 hasta 2002, cuando Maggie Roswell volvió tras una disputa por su sueldo.
Desde junio de 1996 está casada con el director de cine Seth Gaven con el que tiene dos hijos.

## Filmografía
- The Bold and the Beautiful --- Hermana Madeline (2 episodios, 2004)
- Los Simpson --- Maude Flanders (voz) (11 episodios, 1999-2002)
- Moonlight Mile (2002) --- Fashion Plate
- Beverly Hills, 90210 --- Judge (1 episode, 1998)
- Small Soldiers (1998) (voz) --- Globotech Announcer
- Frasier --- Allison (1 episodio, 1998)
- Hangin' with Mr. Cooper --- Clerk (1 episodio, 1997)
- Babylon 5 --- Commandante Sandra Levitt (1 episodio, 1997)
- Life's Work --- Dr. Laura Levinger (1 episodio, 1996)
- The Drew Carey Show --- Kim (1 episodio, 1996)
- Ellen --- Debby (1 episodio, 1995)
- The George Carlin Show (1 episodio, 1994)
- Red Planet (1994) Miniserie (voz) --- Dr. Jane Marlowe
- Aaahh!!! Real Monsters --- Sloop (1 episodio, 1994)
- The Pink Panther (1993) Serie --- Voces adicionales (episodios desconocidos)
- The Bonfire of the Vanities (1990) --- Bondsman